# Orléans
Orléans (AFI: /ɔʁ.le.ɑ̃/), è un comune francese di 114 644 abitanti che raggiunge i 433 337 con l'intero agglomerato urbano. Orléans è il capoluogo della regione del Centro-Valle della Loira e del dipartimento del Loiret. Distante 120 km da Parigi, è attraversata dal fiume più lungo di Francia, la Loira, e i suoi abitanti si chiamano Orléanais. Santa Giovanna d'Arco è oggi conosciuta come la pulzella d'Orléans.

## Storia

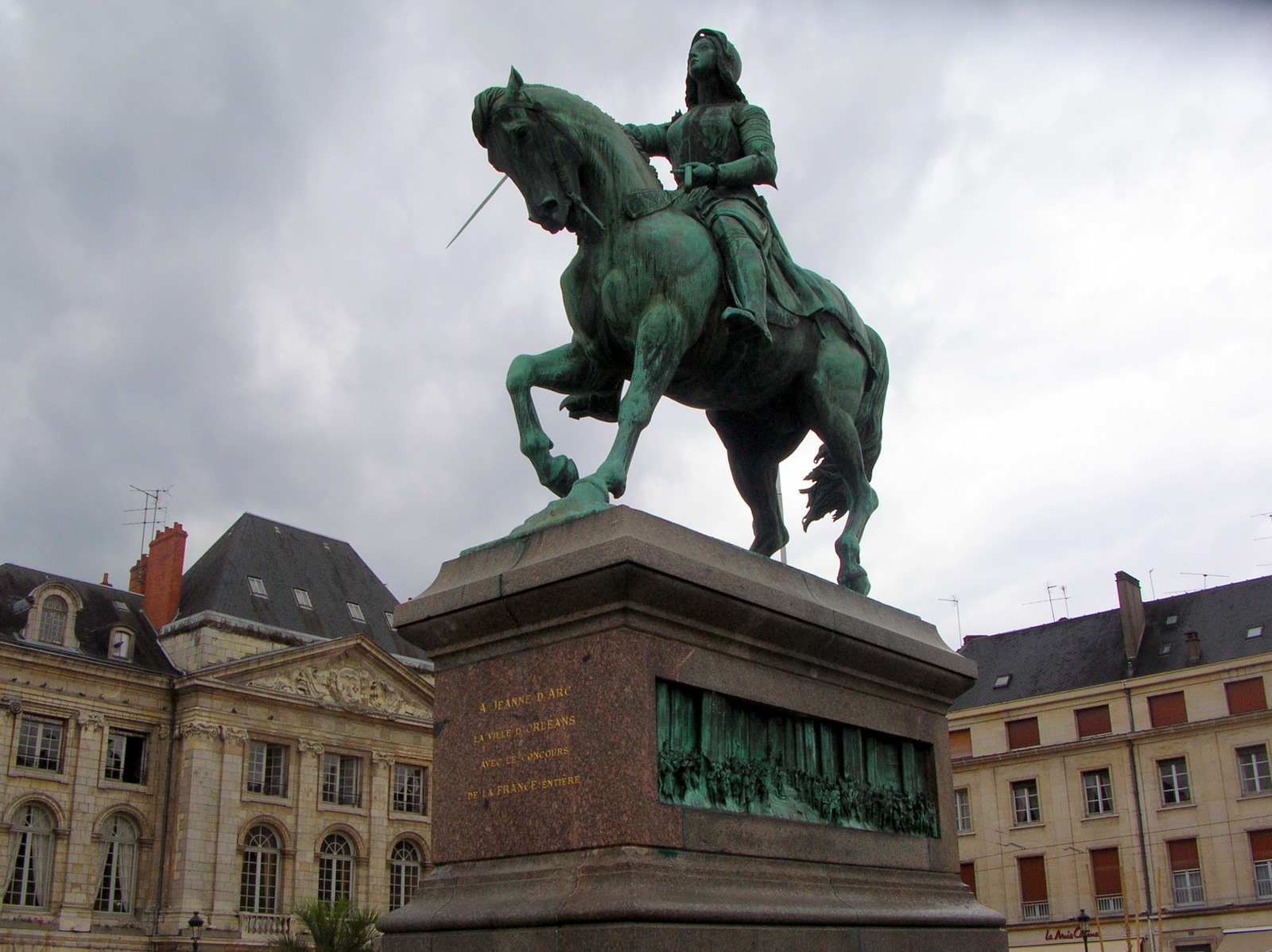
Statua di Giovanna d'Arco

La città di Orléans potrebbe coincidere con l'antica capitale gallica del popolo dei Carnuti, Cenabum (Gaio Giulio Cesare, De bello Gallico, VII, 3 e 11) nel corso della conquista della Gallia dell'anno 52 a.C., poi una nuova città fu costruita sulle sue rovine dai coloni della gens Aurelia, che la chiamarono civitas Aurelianorum ("città degli Aureli"). È dall’evoluzione popolare di tale nome nel volgare romanzo che attorno al 1100 la città si è iniziata a chiamare Orléans.
Orléans è famosa anche per la schiacciante vittoria delle truppe francesi, capitanate da Giovanna d'Arco, su quelle inglesi nel 1429. Fu una vittoria determinante per l'esito finale della Guerra dei cent'anni.

## Monumenti e luoghi d'interesse

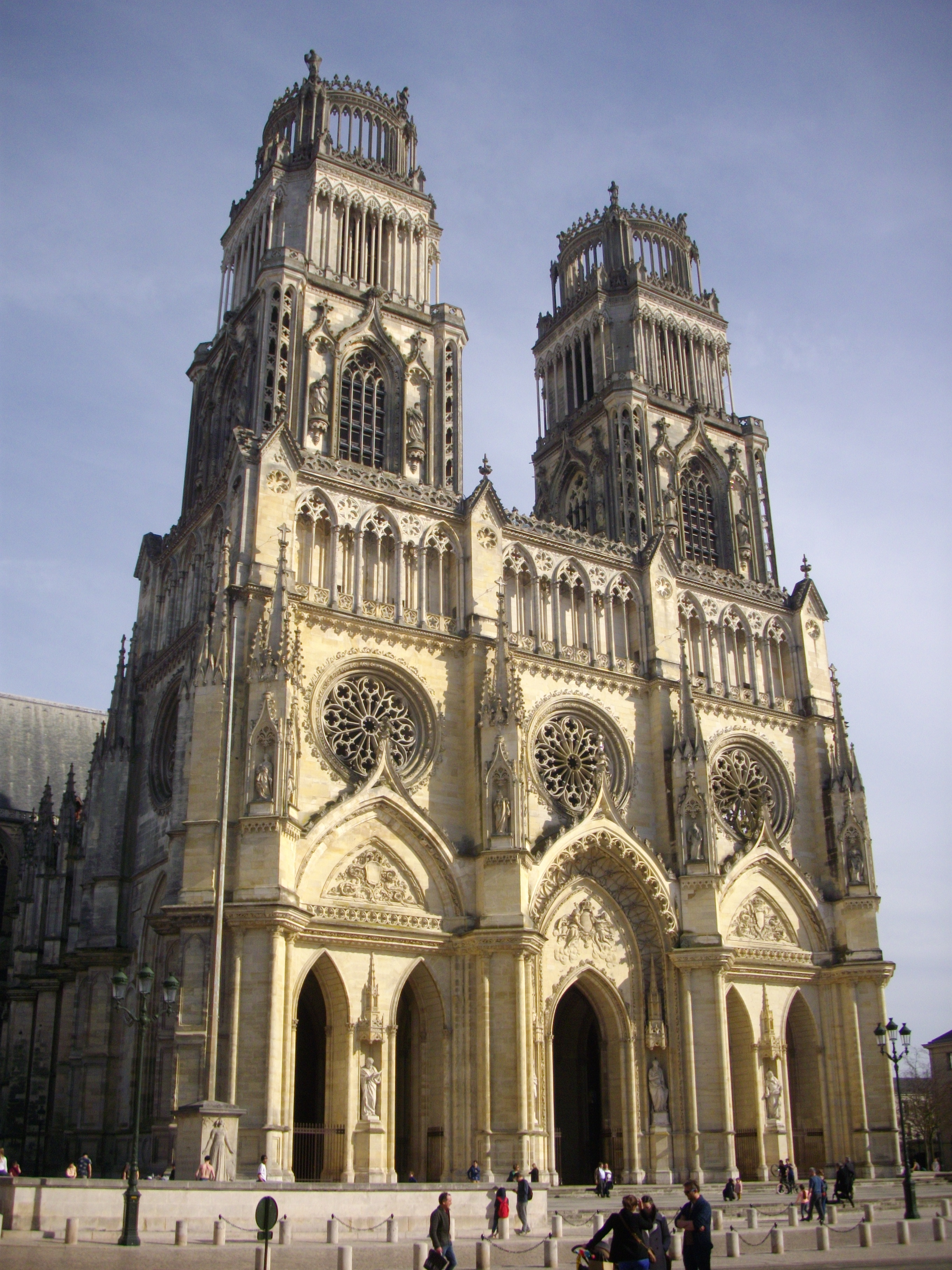
Cattedrale di Orléans

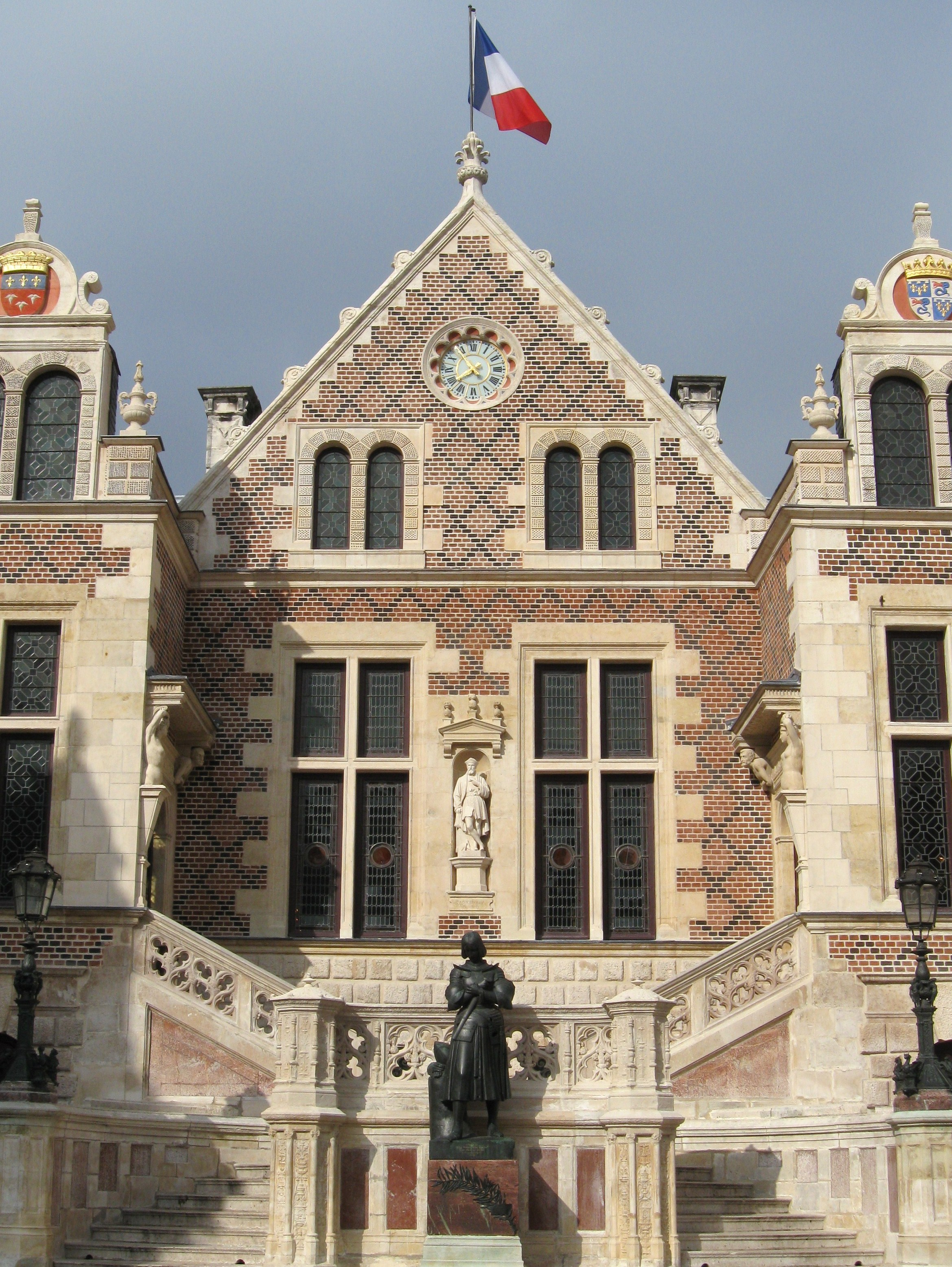
Hotel Groslot

- Cattedrale di Orléans
- Stazione di Orléans

## Cultura

### Musei
- Musée des Beaux-Arts

## Società

### Evoluzione demografica
Abitanti censiti

## Amministrazione

### Cantoni

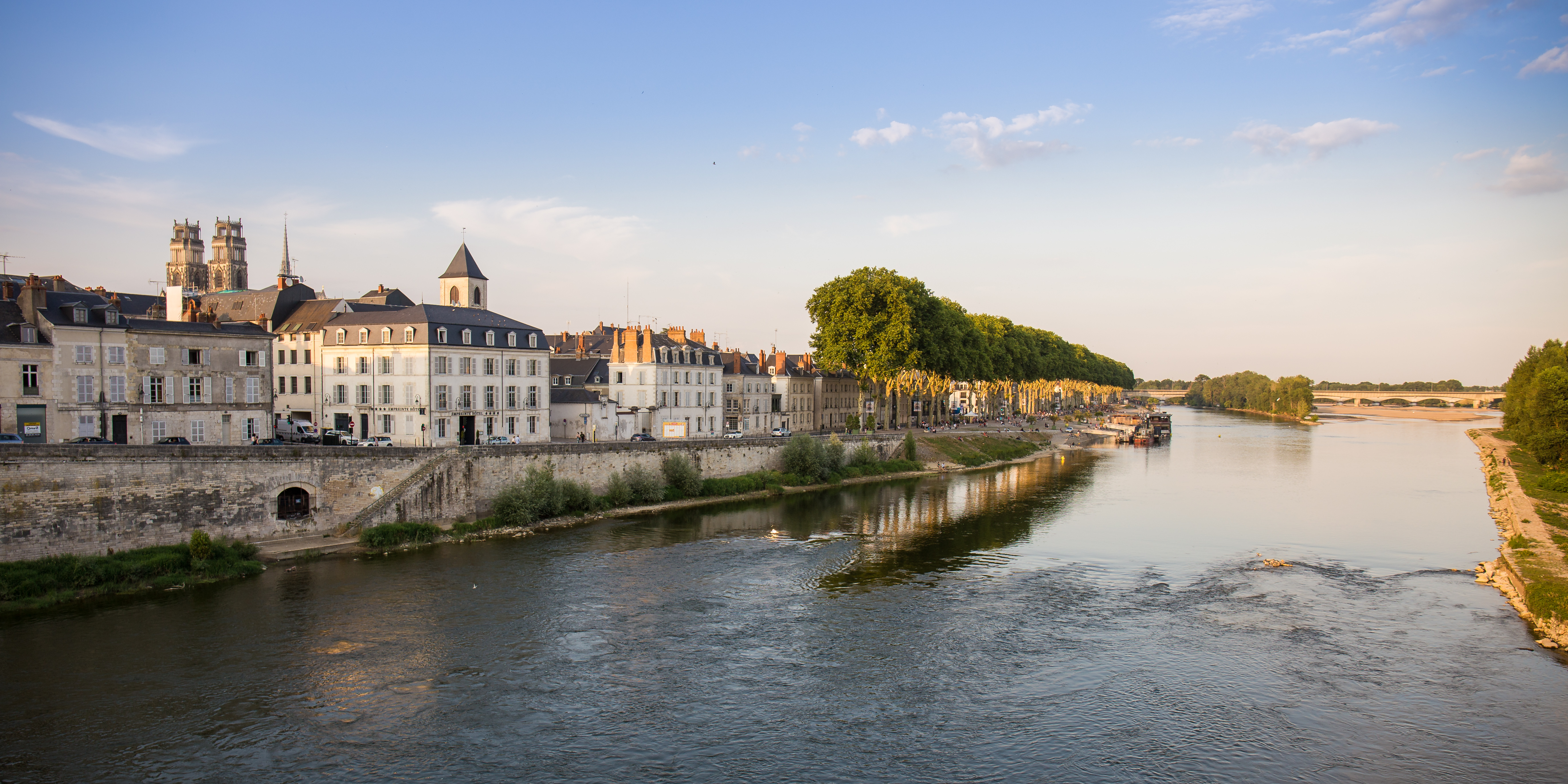
Panorama Orléans

Fino alla riforma del 2014, il territorio comunale della città di Orléans era ripartito su 6 cantoni:
- Cantone di Orléans-Bannier
- Cantone di Orléans-Bourgogne
- Cantone di Orléans-Carmes
- Cantone di Orléans-La Source
- Cantone di Orléans-Saint-Marc-Argonne
- Cantone di Orléans-Saint-Marceau

ciascuno comprendente una parte della città.
A seguito della riforma approvata con decreto del 25 febbraio 2014, che ha avuto attuazione dopo le elezioni dipartimentali del 2015, il territorio comunale della città di Orléans è stato ripartito su 5 cantoni:
- Cantone di Orléans-1: comprende parte della città di Orléans
- Cantone di Orléans-2: comprende parte della città di Orléans
- Cantone di Orléans-3: comprende parte della città di Orléans
- Cantone di Orléans-4: comprende parte della città di Orléans
- Cantone di La Ferté-Saint-Aubin: comprende parte della città di Orléans e altri 7 comuni (La Ferté-Saint-Aubin, Ardon, Ligny-le-Ribault, Marcilly-en-Villette, Ménestreau-en-Villette, Saint-Cyr-en-Val, Sennely)

### Gemellaggi
- Treviso, dal 1959
- Münster, dal 1960
- Kristiansand, dal 1973
- Wichita, dal 1973
- Tarragona, dal 1978[3]
- Saint-Flour, dal 1986
- Utsunomiya, dal 1989
- Cracovia, dal 1992
- Parakou, dal 1993
- Lugoj, dal 1994
- Yangzhou, dal 2018
- New Orleans, dal 2018